# Stilbuloida doddi
Stilbuloida doddi är en stekelart som först beskrevs av Charles Thomas Bingham 1906.  Stilbuloida doddi ingår i släktet Stilbuloida och familjen Eucharitidae. Inga underarter finns listade i Catalogue of Life.